# الموضة في السودان

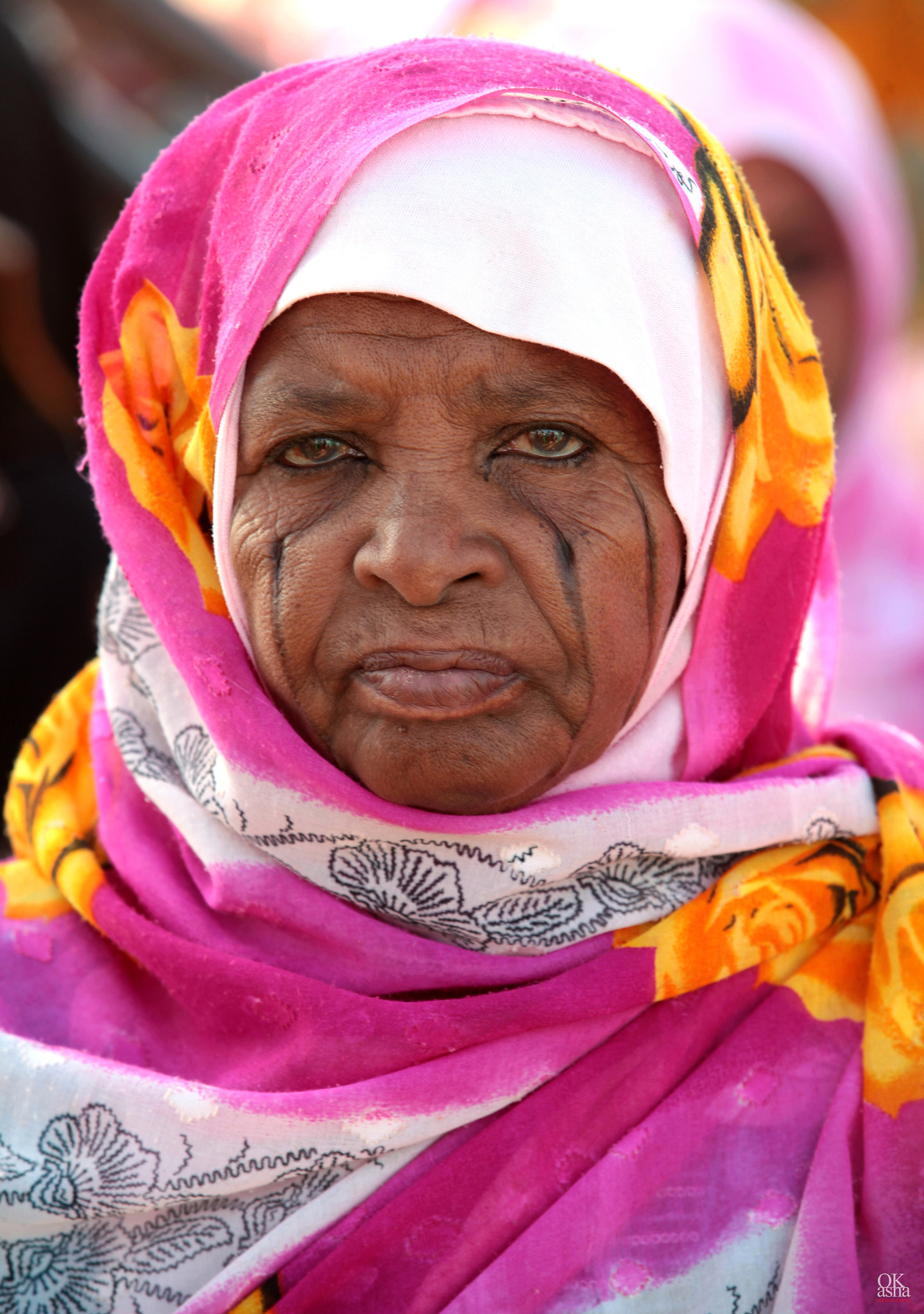
امرأة سودانية مع علامات التجديل، ترتدي ثوبًا.

يرتدي معظم السودانيين إما الملابس التقليدية أو الملابس الغربية. من الملابس التقليدية التي يرتديها الرجال السودانيون بشكل واسع هي الجلابية، وهي ثوب فضفاض بأكمام طويلة وبدون ياقة
، يصل إلى الكاحل، ومشترك أيضاً في مصر. غالباً ما تُرتدى الجلابية مع عمامة كبيرة وشال، ويمكن أن تكون الجلابية بيضاء أو ملونة أو مخططة، وتختلف أنواع الأقمشة في سمكها حسب فصل السنة والتفضيلات الشخصية.
اللباس الأكثر شيوعاً للنساء السودانيات هو الثوب، وينطق "التوب" باللهجة السودانية. التوب هو قطعة قماش طويلة، بيضاء أو ملونة، تلفها النساء حول ملابسهن الداخلية، وعادة ما يغطي الرأس والشعر.

## الملابس التقليدية

### النساء
السودان مجتمع أبوي، حيث تُمنح النساء بشكل عام مكانة أقل من الرجال. وبسبب قانون العقوبات لعام 1991 (قانون النظام العام)، لم يُسمح للنساء بارتداء السراويل في الأماكن العامة، لأنه كان يُعتبر "لباساً فاضحاً". قد تصل عقوبة ارتداء السراويل إلى 40 جلدة، ولكن بعد أن أُدينت امرأة في عام 2009، فُرضت عليها غرامة تعادل 200 دولار أمريكي بدلاً من ذلك. في بعض أجزاء السودان، قد تكون هناك قيود على لباس النساء، مثل ارتداء السراويل، وعدم الامتثال لهذه الأعراف يمكن أن يؤدي إلى عواقب قانونية.
فيما يتعلق بالملابس، غالباً ما ترتدي النساء السودانيات "الشادور"، وهو قطعة قماش ممتدة تغطي الجسم بالكامل بما في ذلك الرأس. يُرتدى الشادور عادة كمعطف خارجي، ويصاحبه "التوب" و"الحجاب". التوب هو غطاء للرأس، والحجاب هو رمز للزي المحتشم الذي تتبعه العديد من النساء المسلمات. تتأثر اختيارات الملابس والأدوار الاجتماعية للنساء في السودان بالأعراف الثقافية والتقاليد الدينية. من الملابس التقليدية التي ترتديها النساء السودانيات هو "الثوب"، وهو قطعة قماش طويلة وملونة تُلف عادة فوق فستان أو قميص وتنورة. في الماضي، كان الثوب يرتديه جميع النساء السودانيات، لكن التفضيلات الحديثة تحولت نحو أساليب الملابس الأكثر عصرية.

### الرجال
زي تقليدي آخر للرجال هو "الجلابية"، وهي ثوب طويل أبيض مع تنوعات قبلية مختلفة وتفاصيل مرافقة. تظل الجلابية خيارًا شعبيًا للأزياء بين الرجال السودانيين عبر مختلف القبائل.
تُظهر المناطق المختلفة داخل السودان تأثيرات موضة فريدة. في المنطقة النوبية، تعكس الملابس بقايا حضارة كوش العظيمة بألوانها الزاهية وتصاميمها المرحة. يرتدي الرجال في شرق السودان جلابية أطول تصاحبها سراويل فضفاضة وسترات، بينما يعرض غرب السودان مزيجًا من التأثيرات القبلية والأجنبية، مما ينتج عنه تصاميم حديثة وأنماط أقمشة أفريقية.
ارتداء الجبة والتقية (الطاقية) والمركوب شائع.
المركوب هو أحد أهم العناصر التي تشكل الهوية السودانية، بالإضافة إلى العمامة البيضاء والجلابية والصديري والتوب والسراويل، ومع تكاملها تمثل الزي الوطني السوداني. في الماضي، كان هناك مركوب للنساء، ولكنه اختفى الآن. يُصنع المركوب يدويًا في السودان ويتنوع في أشكاله وأحجامه، بما في ذلك مركوب الفاشر الذي يُصنع في مدينة الفاشر في غرب السودان، مركوب جني ومركوب الجزيرة أبا. يُصنع من جلود الأبقار والأغنام وحتى التماسيح، ويحب السودانيون ارتداءه خلال صلاتي العيدين، وهو أحد رموز الثقافة السودانية ويجذب إعجاب العديد من السياح السودانيين.

### الأطفال

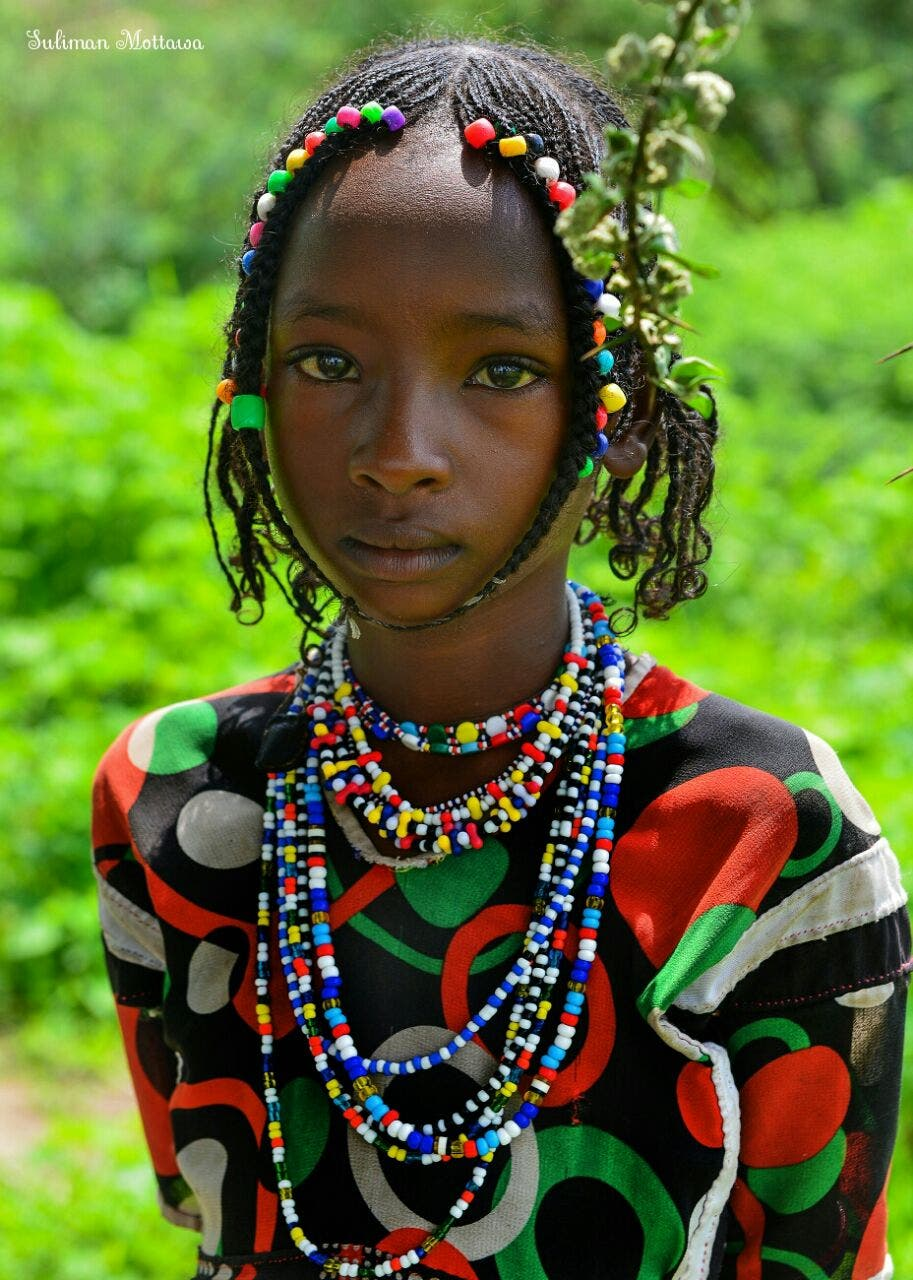

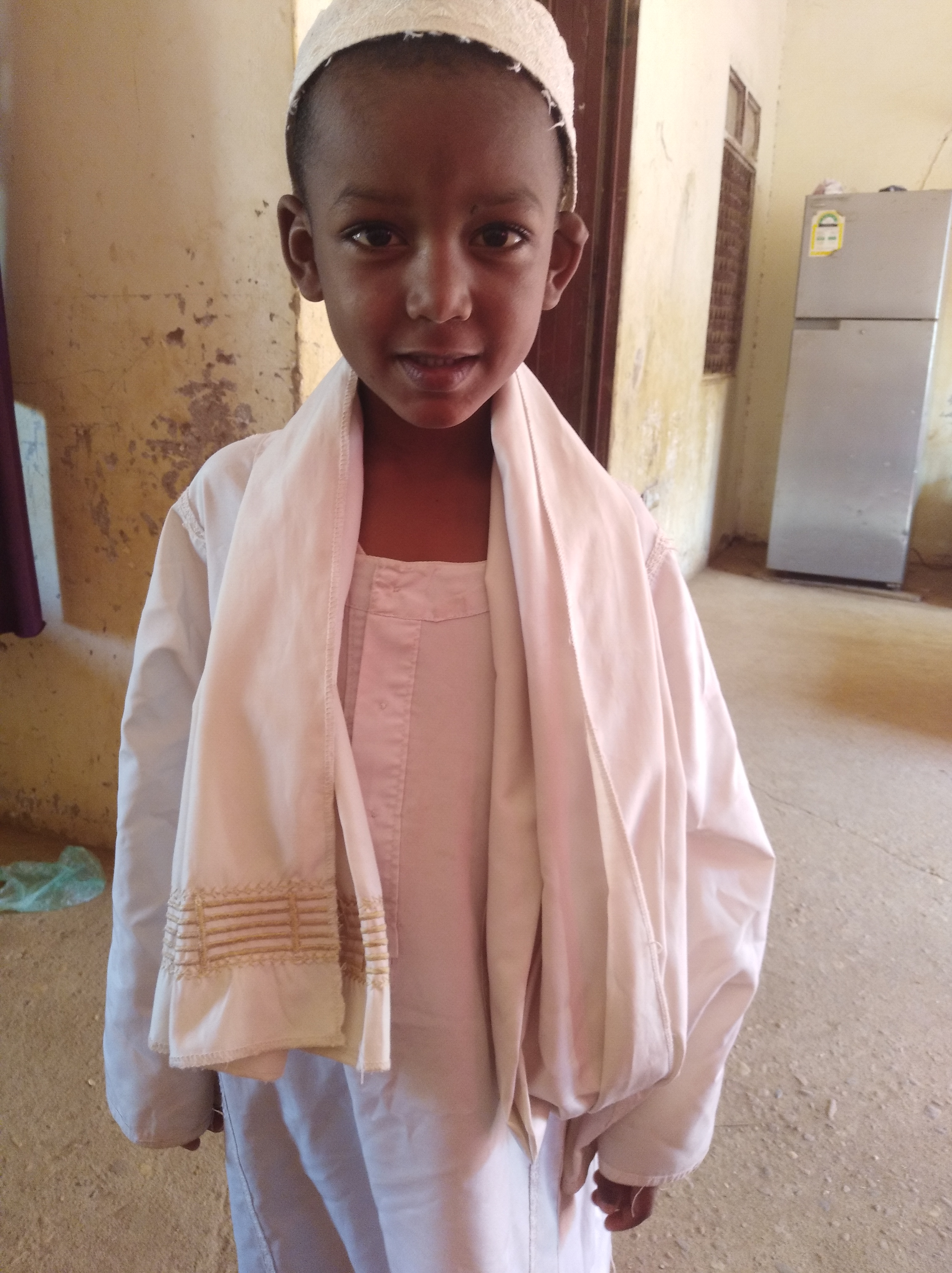

ملابس الأطفال في السودان تتأثر بشكل كبير بمزيج من العوامل الثقافية والدينية والإقليمية. الزي التقليدي للأطفال السودانيين متجذر بعمق في التراث الإسلامي للبلاد، مع تركيز قوي على الاحتشام، وخصوصاً بما يتماشى مع المبادئ الإسلامية.
تلعب القيم الإسلامية دورًا كبيرًا في تشكيل اختيارات ملابس الأطفال. يُشجع كل من الأولاد والبنات على ارتداء ملابس تغطي أذرعهم وأرجلهم، مما يعكس أهمية الاحتشام في الثقافة الإسلامية. بالنسبة للفتيات، يتضمن ذلك غالبًا ارتداء الحجاب، خاصة عند بلوغهن سن المراهقة. يُعتبر اللباس التقليدي السوداني، مثل "الجلابية"، خيارًا شائعًا للأطفال أيضًا. الجلابية هي ثوب فضفاض بأكمام طويلة يصل إلى الكاحل، معروفة براحتها وملاءمتها لمناخ السودان الحار.
الألوان الزاهية والحيوية شائعة في ملابس الأطفال السودانيين، وتُفضل الأقمشة الطبيعية مثل القطن لكونها تسمح بمرور الهواء وتوفر الراحة، وهو أمر ضروري نظرًا لظروف الطقس الحار في السودان. يرتدي الأطفال السودانيون إكسسوارات مثل الأساور والقلائد والخواتم، على الرغم من أن هذه الزينة تكون عادة بسيطة ومتواضعة في التصميم. خلال المناسبات الخاصة والاحتفالات مثل عيد الفطر، يتزين الأطفال السودانيون بأفضل ملابسهم، والتي غالبًا ما تكون أكثر تفصيلًا وزخرفة، تتماشى مع الروح الاحتفالية لهذه المناسبات.
تتنوع اختيارات الأحذية للأطفال حسب ما إذا كانوا يعيشون في المناطق الحضرية أو الريفية. الأطفال في المناطق الحضرية يميلون أكثر لارتداء الأحذية الحديثة مثل الأحذية الرياضية، بينما يختار الأطفال في المناطق الريفية الصنادل التقليدية أو حتى المشي حافيي القدمين، مما يعكس تأثير العوامل الإقليمية على اختيارات الملابس.

### المجوهرات

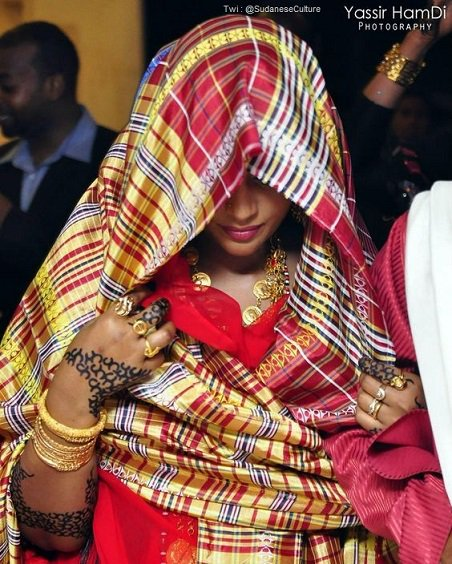
عروس سودانية بالزي التقليدي (قرمص).

تعود أصول المجوهرات السودانية إلى العصور القديمة، حيث كشفت الحفريات الأثرية عن قطع رائعة مصنوعة من مواد مثل الذهب والفضة والأحجار شبه الكريمة. توفر هذه القطع الأثرية نظرة ثاقبة على الحرفية في الحضارات السودانية القديمة. من أبرز التأثيرات على المجوهرات السودانية هي حضارة النوبة، المعروفة بزخارفها الذهبية المعقدة. تم اكتشاف العديد من هذه الكنوز في المقابر، مما يؤكد أهميتها في تقاليد الدفن النوبية.
تحمل المجوهرات السودانية أهمية ثقافية عميقة وغالباً ما تُستخدم لتمييز الأحداث الحياتية الهامة مثل حفلات الزفاف والمناسبات. تختلف التصاميم والمواد المستخدمة بشكل كبير بناءً على المجموعة العرقية والعادات الإقليمية داخل السودان. يستخدم الحرفيون مجموعة متنوعة من المواد، بما في ذلك الذهب والفضة والخرز، بالإضافة إلى العناصر الطبيعية مثل الأصداف والعظام. تم توارث التقنيات التقليدية مثل التزيين بالخيوط المعدنية (الفيلية)، والتزجيج الخلوي (كلاوزوني)، والتطريز بالخرز عبر الأجيال.
في السودان الحديث، لا تزال صناعة المجوهرات شكلاً مزدهراً من أشكال الفن. يقوم الفنانون والمصممون السودانيون المعاصرون بدمج التقنيات التقليدية مع الأساليب والأفكار الجديدة، مما يبقي المجوهرات السودانية حيوية وذات صلة بالعصر. لعبت العوامل الاقتصادية أيضًا دورًا في إنتاج المجوهرات، حيث يعتمد الحرفيون غالبًا على هذه الحرفة لكسب لقمة العيش وللحفاظ على التراث الثقافي في الأوقات الصعبة.

## الملابس المعاصرة

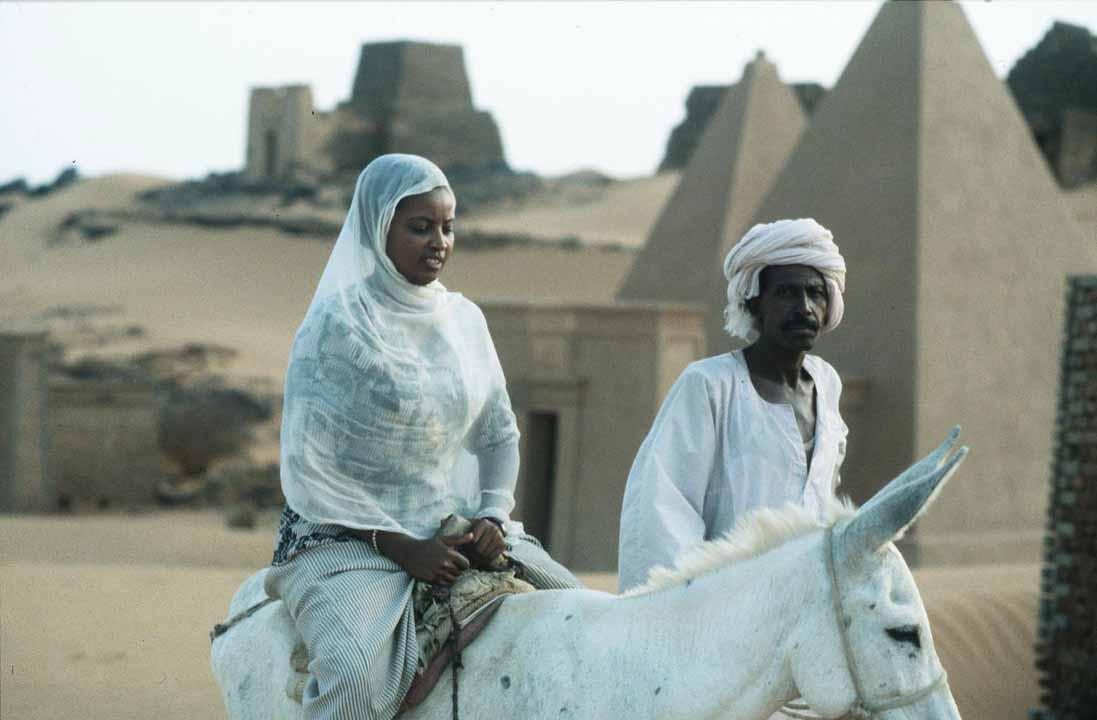
امرأة سودانية ترتدي ملابس عصرية، ورجل سوداني يرتدي جلابية.

في السنوات الأخيره شهدت الأزياء في السودان تحولات ملحوظة تأثراً بعدة عوامل  من أبرزها التأثيرات الثقافية والدينية بما في ذالك انتشار الأنماط المستوحاة من المظاهر الإسلامية  مثل الحجاب  العباية و النقاب وقد أسهمت هذه العوامل في تشكيل مشهد الموضة السودانيه  المعاصرة الذي يتسم بمزج واضح بين العناصر التقليديه والاتجاهات الحديثة في التصميم   .

## صناعة النسيج
تشهد صناعة الأزياء في السودان تطوراً متزايداً واهتماماً متنامياً بدعم المصممين المحليين. يبرز مصممو الأزياء السودانيون بعلامات تجارية مثل "خزانة آمنة"، التي تقدم ملابس أنيقة ومحتشمة للمناسبات الخاصة.
من المهم ملاحظة أن تاريخ الموضة في السودان مرتبط بصناعة النسيج. للبلاد علاقة طويلة الأمد مع المنسوجات، ويعود تأسيس المصانع الحديثة للنسيج التي تستخدم القطن المحلي المنتج إلى عام 1945.

## أهمية الملابس
إن الملابس التقليدية ما زالت محل تقدير من قبل العديد من السودانيين كرمز لتراثهم الثقافي. يشعر العديد من السودانيين بأن ارتداء الملابس التقليدية يُظهر احترامهم لبلدهم وشعبه. ويعتقدون أن الملابس التقليدية ليست فقط انعكاسًا لتاريخهم، بل تمثل أيضًا هويتهم. تتأثر اختيارات الملابس والأدوار الاجتماعية للنساء في السودان بالأعراف الثقافية والتقاليد الدينية.

## معرض الصور

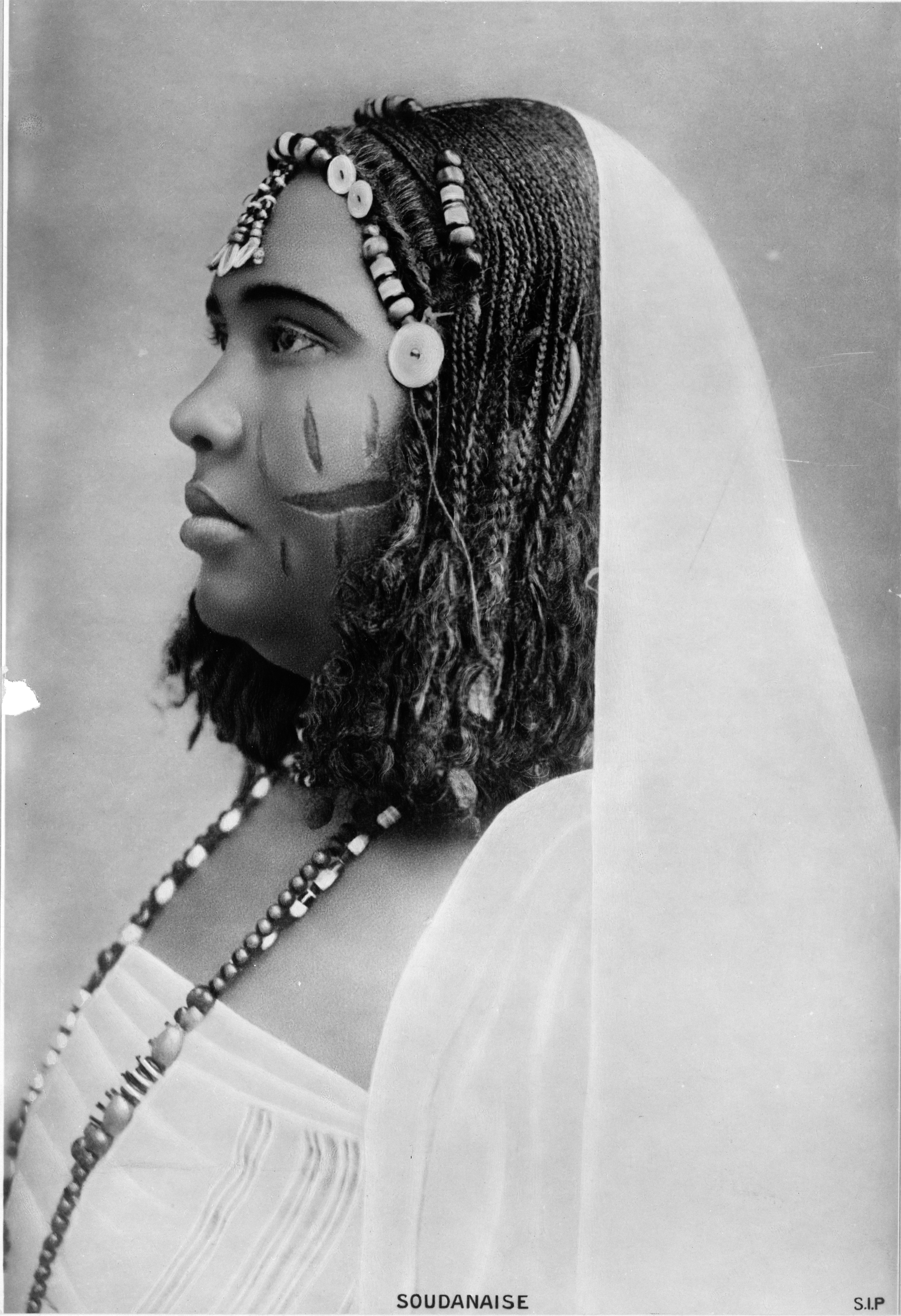
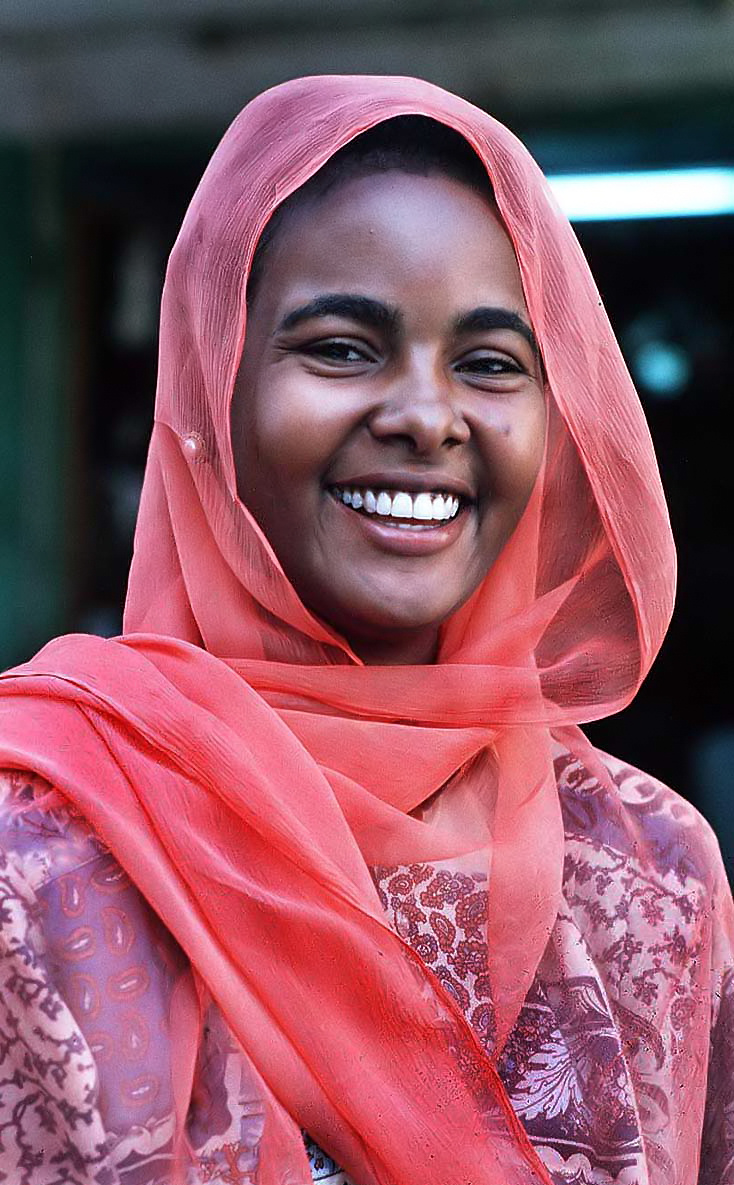
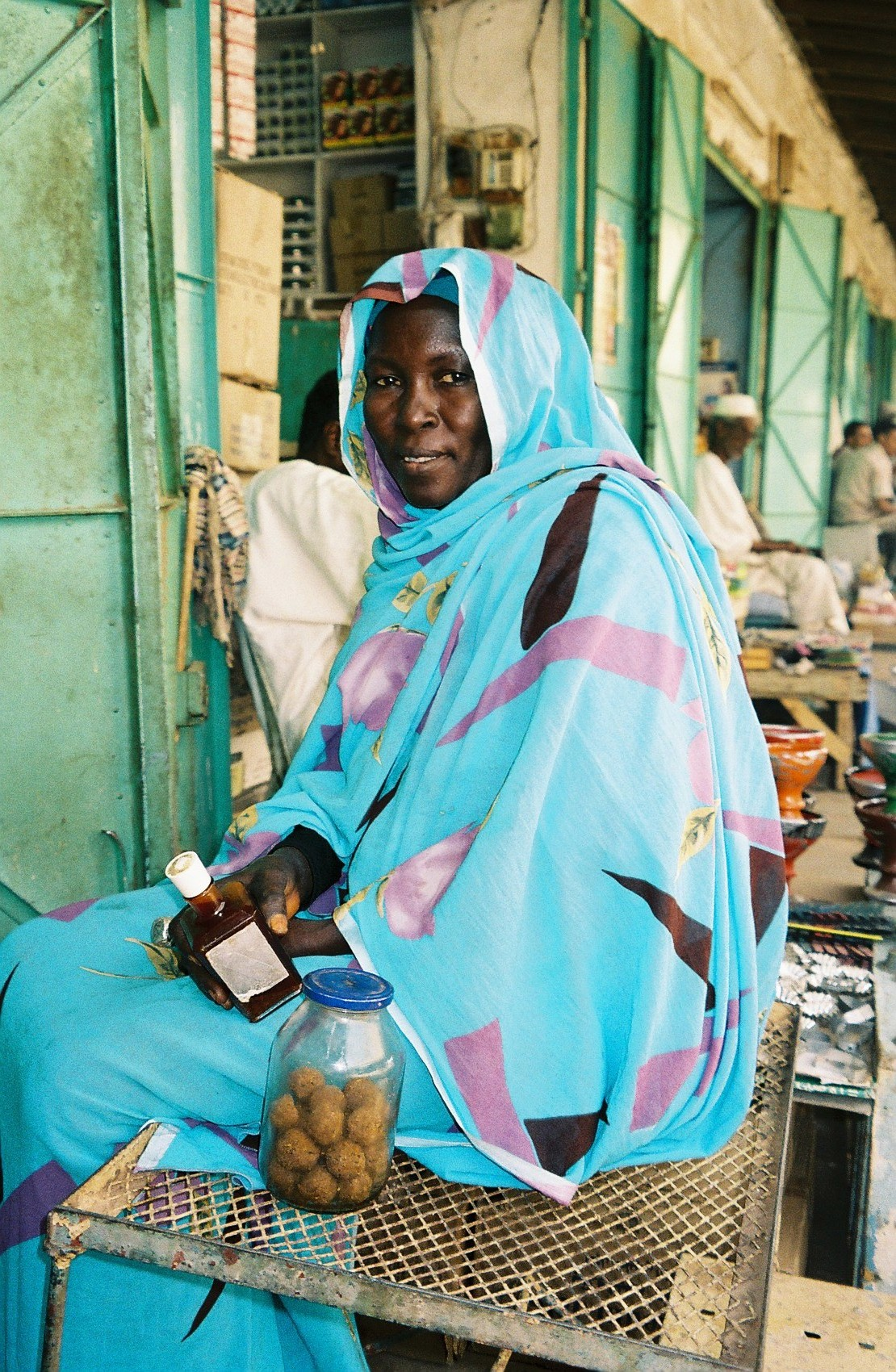
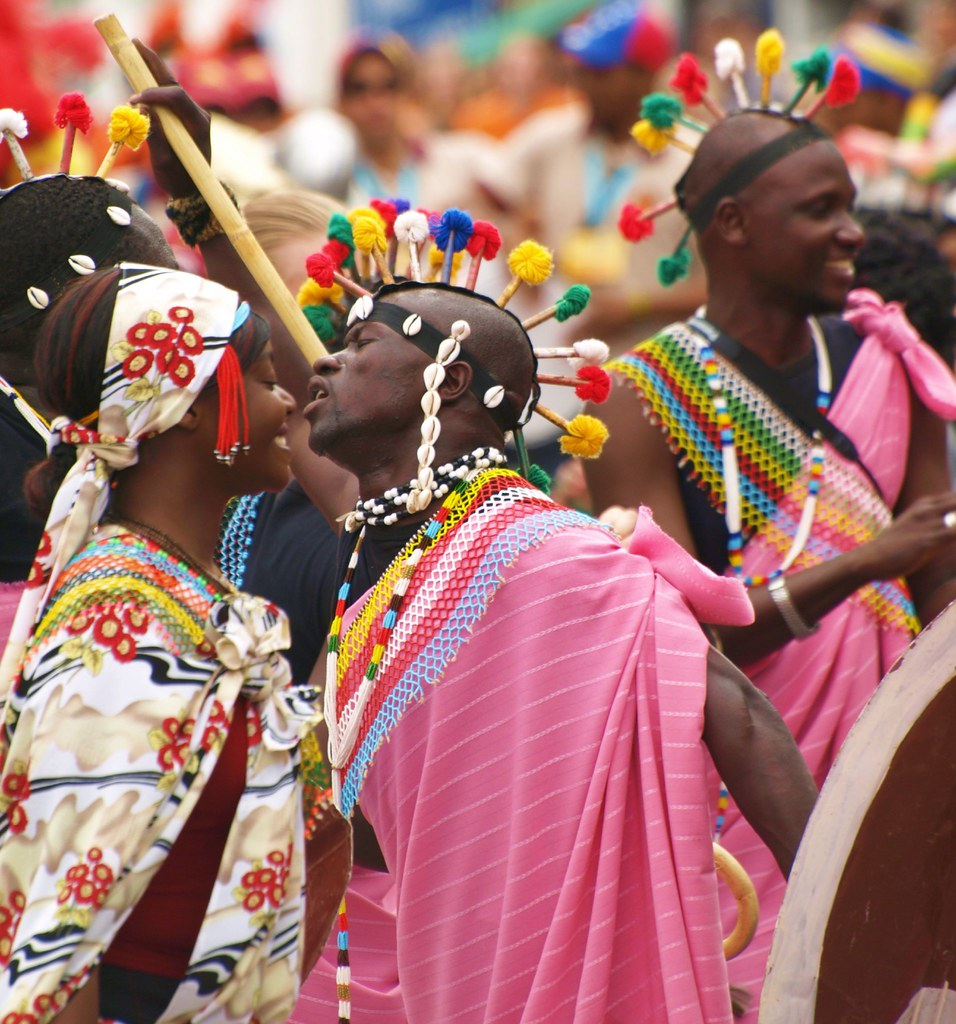
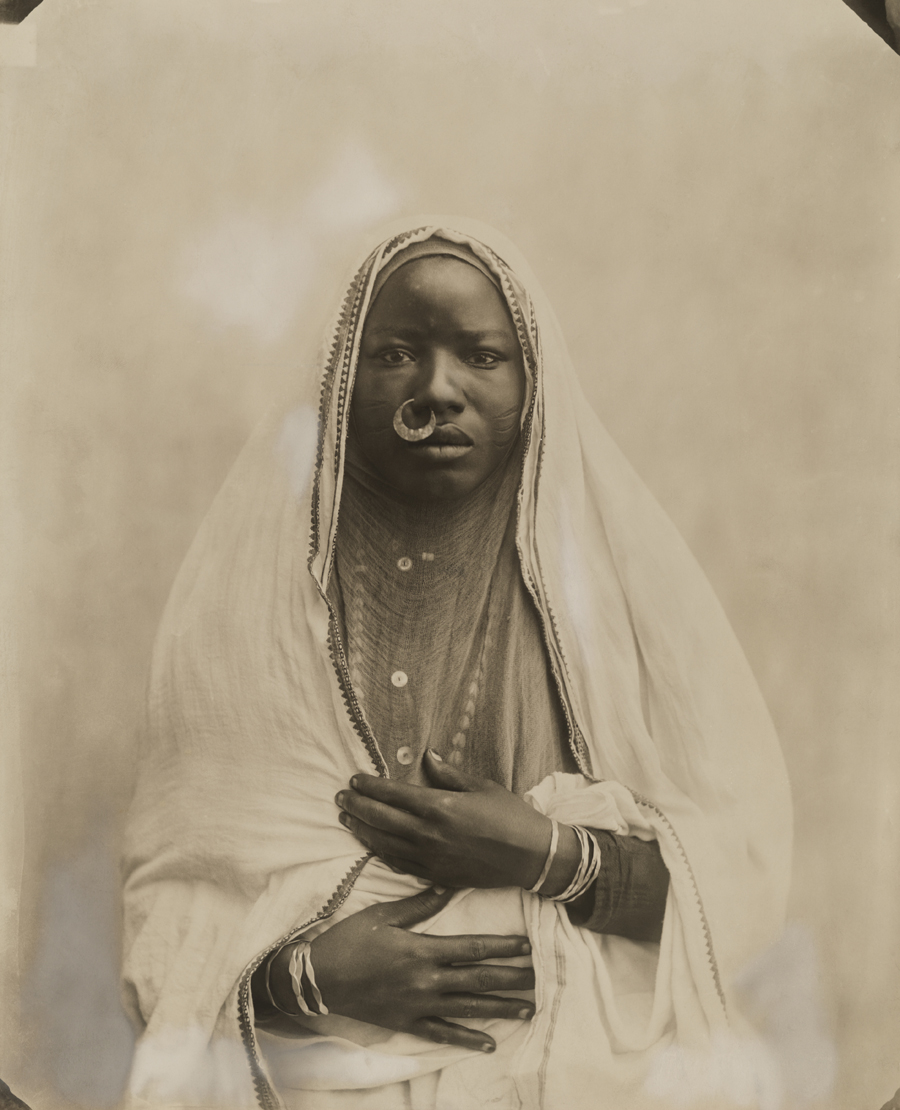
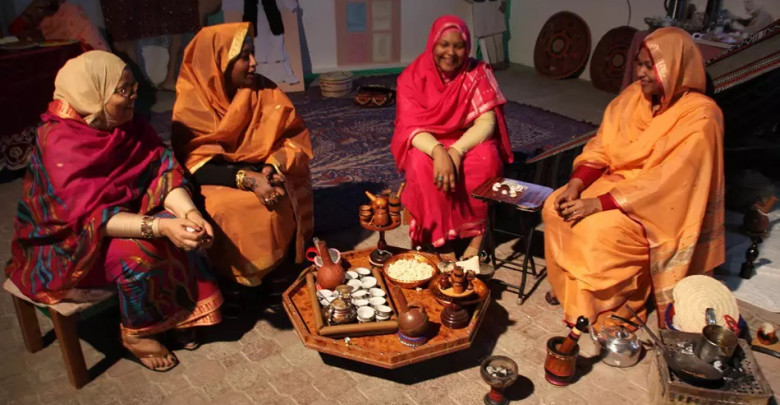
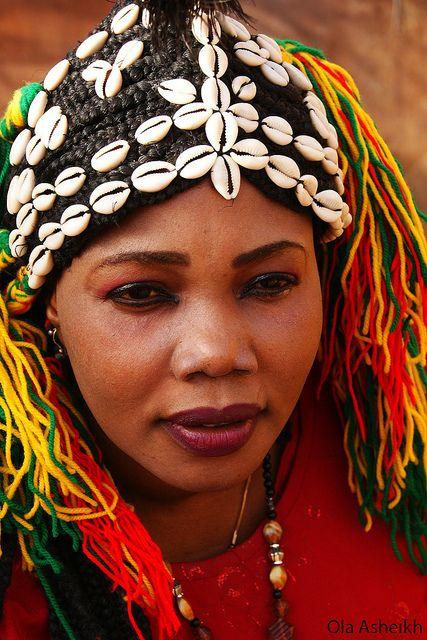
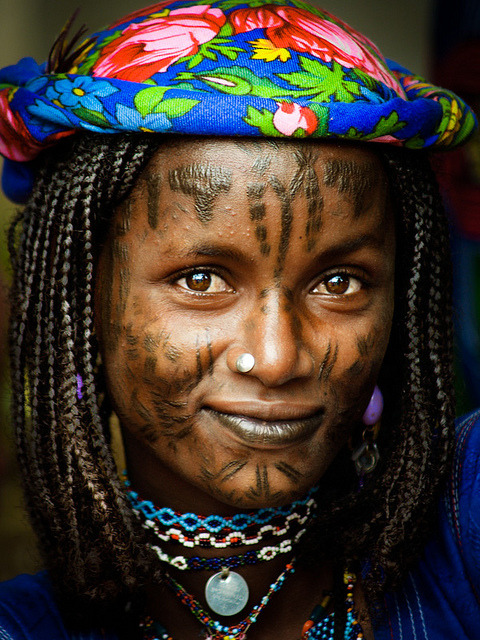
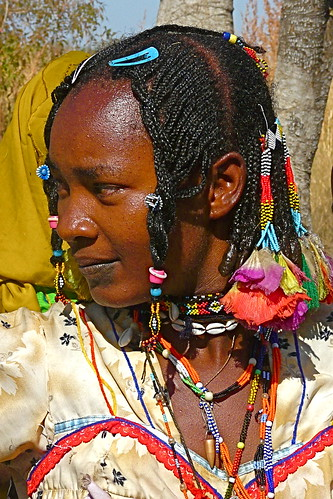
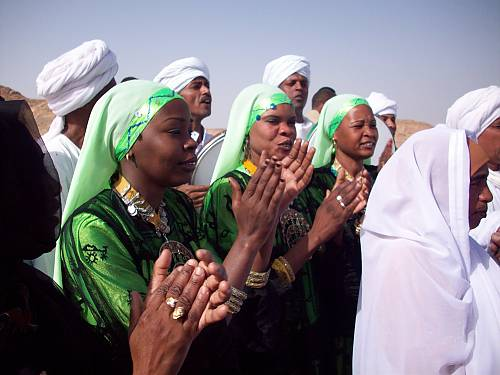
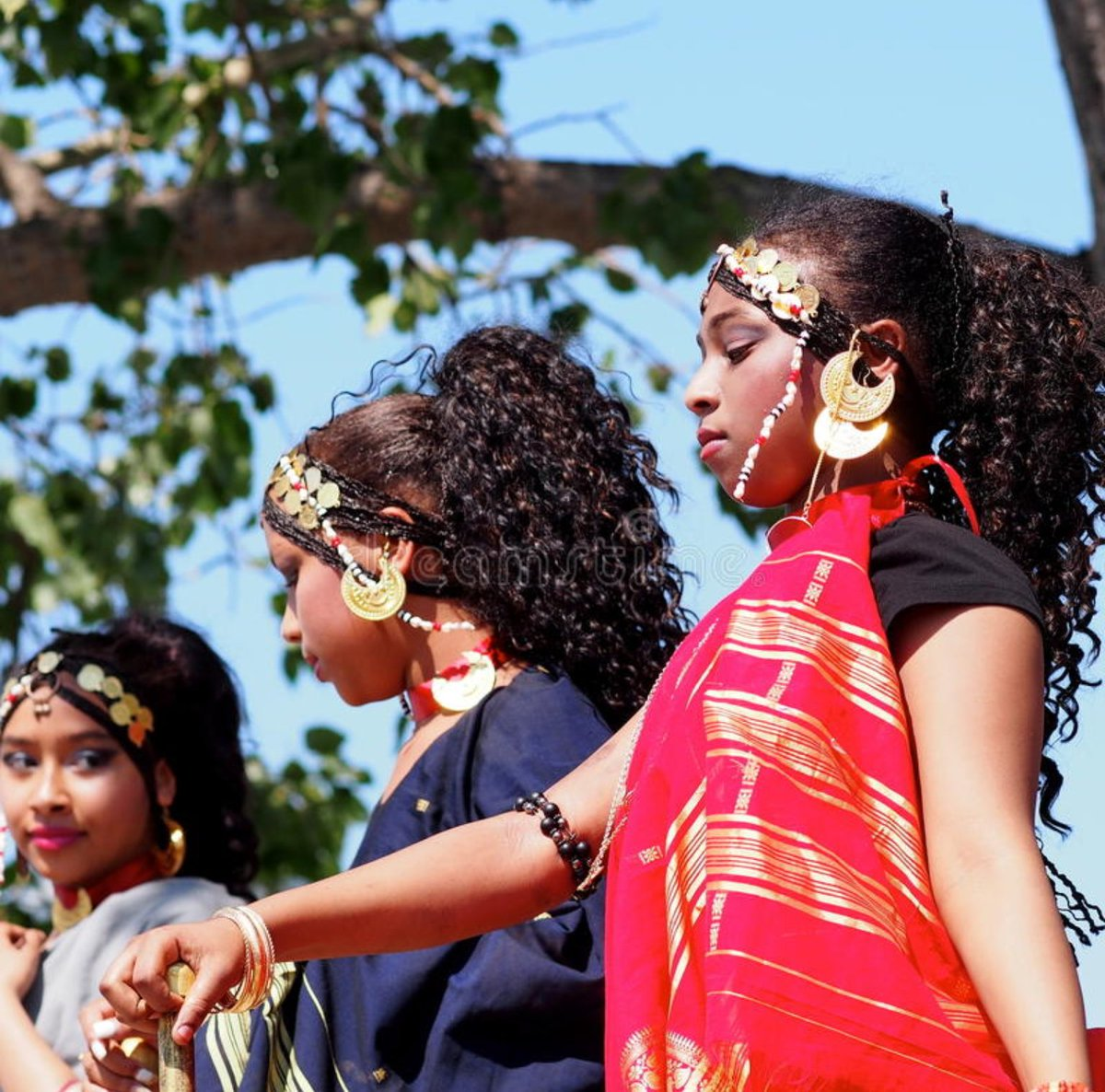
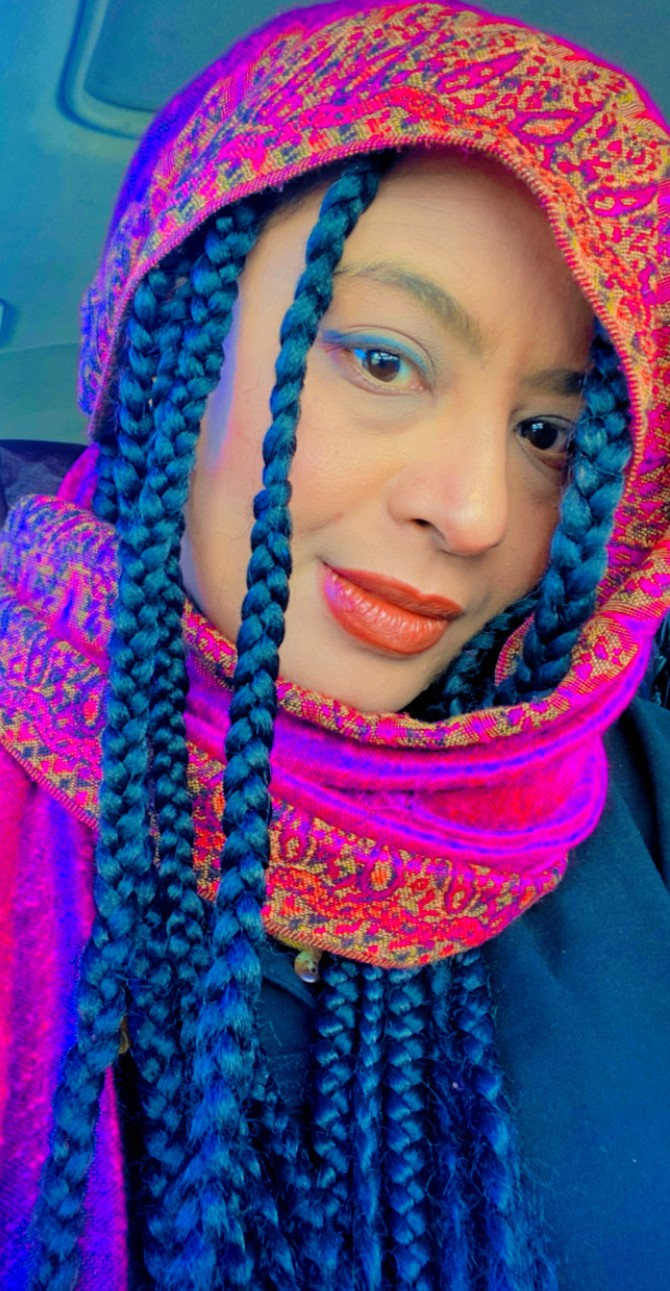
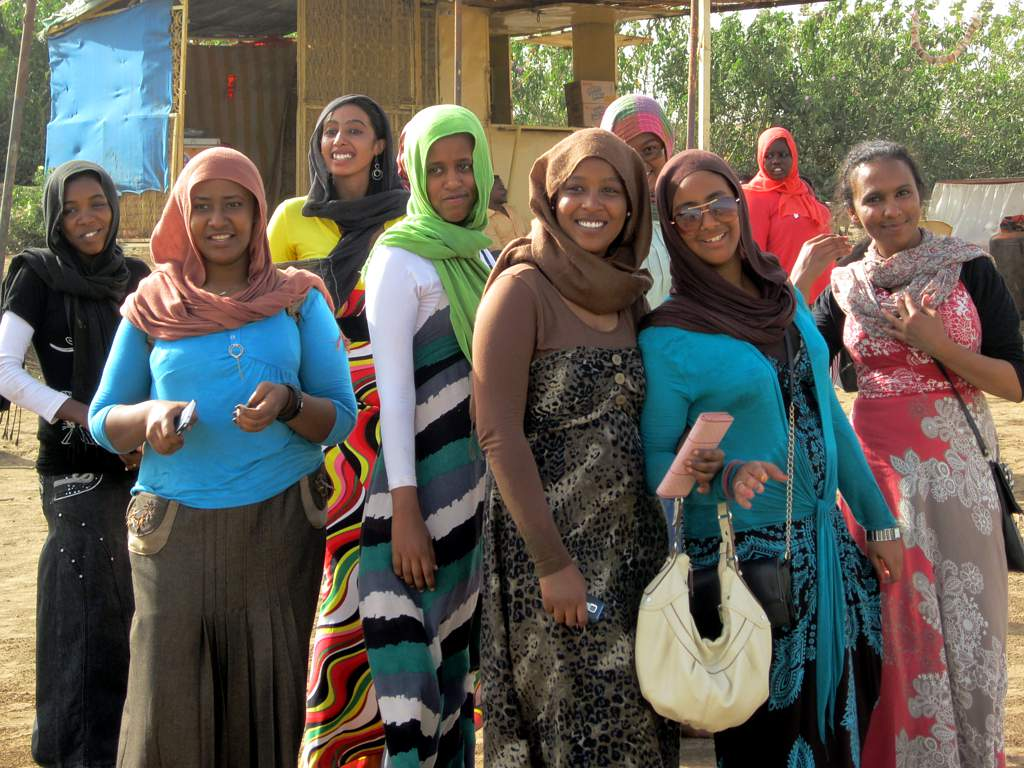
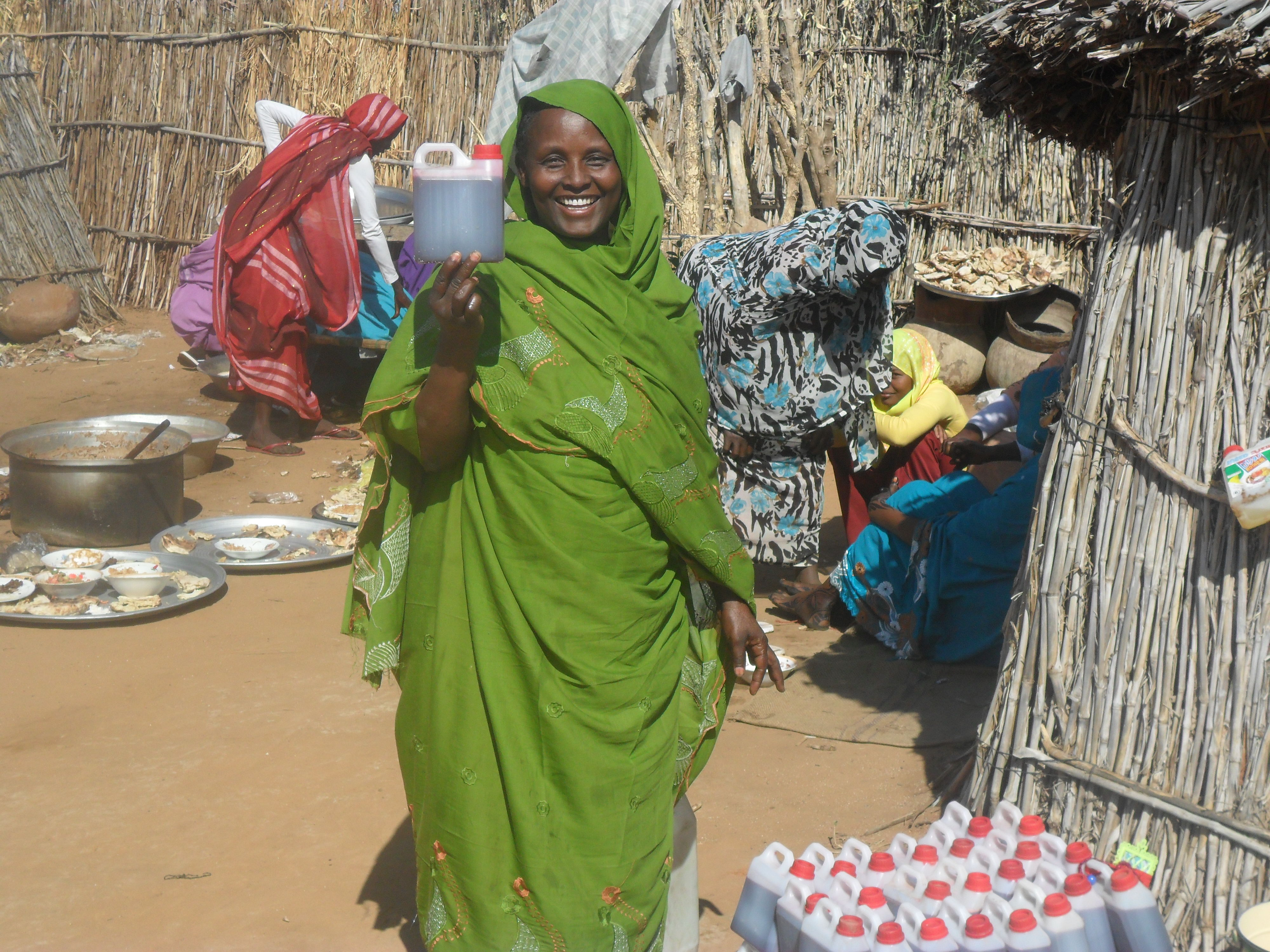
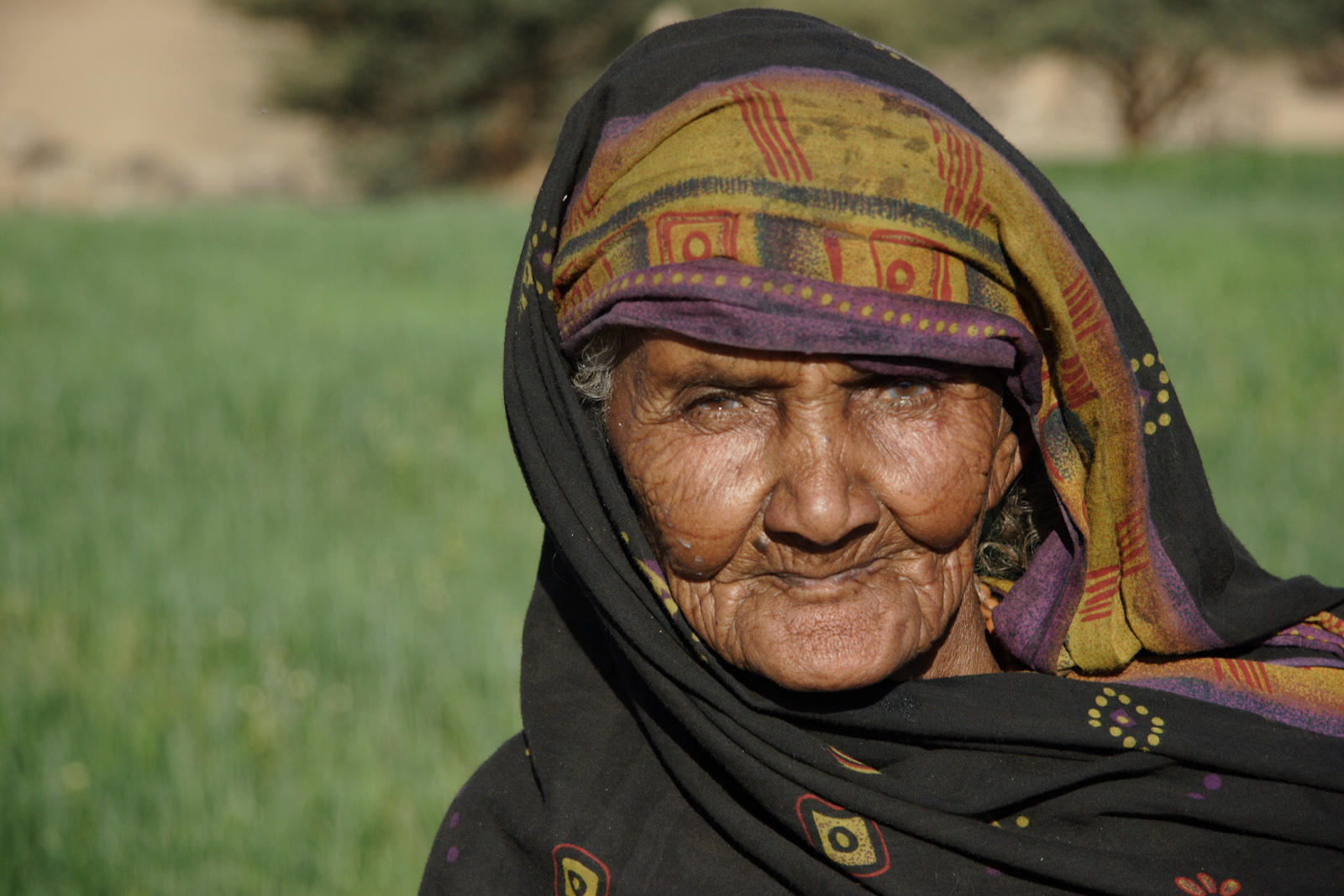
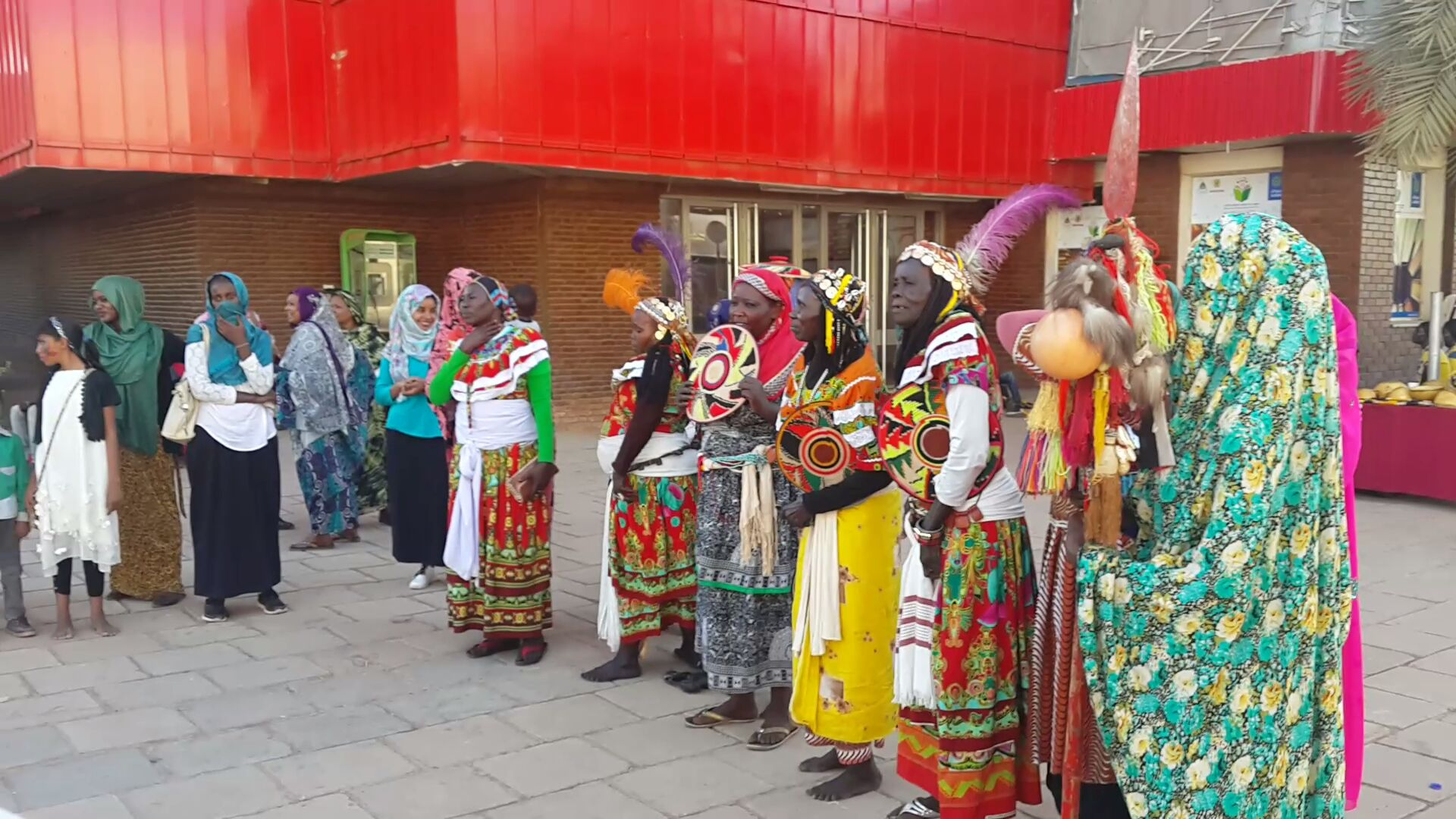